# لينوس تورنبلاد
لينوس تورنبلاد (بالسويدية: Linus Tornblad)‏ (2 يوليو 1993 بالسويد - ) هو لاعب كرة قدم سويدي في مركزي الوسط والهجوم. شارك مع منتخب السويد تحت 19 سنة لكرة القدم. أما مع النوادي، فقد لعب مع نادي ليونغسكايل وغايس غوتنبرغ.

## روابط خارجية
- لينوس تورنبلاد على موقع اتحاد السويد (السويدية)
- لينوس تورنبلاد على موقع قاعدة بيانات كرة القدم.إي يو (الإنجليزية)
- لينوس تورنبلاد على موقع Soccerway.com (الإنجليزية)